# Оберрид-ам-Бриенцерзе
Оберрид-ам-Бриенцерзе (нем. Oberried am Brienzersee) — коммуна в Швейцарии, в кантоне Берн.
Входит в состав округа Интерлакен. Население составляет 478 человек (на 31 декабря 2006 года). Официальный код — 0589.

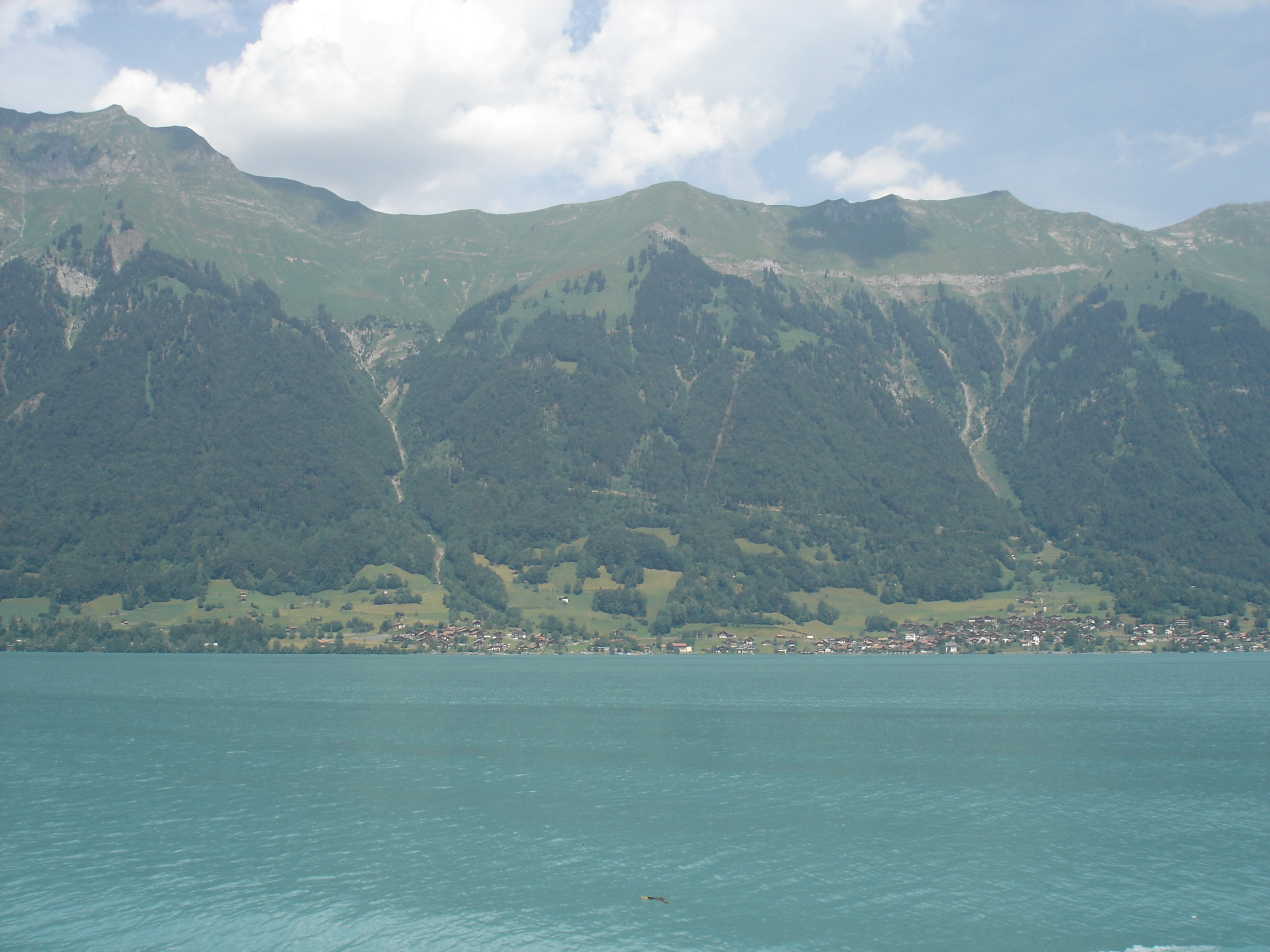
Оберрид-ам-Бриенцерзе